# Pál Benkő
Pál Benkő (ur. 15 lipca 1928 w Amiens we Francji, zm. 26 sierpnia 2019 w Budapeszcie) – amerykański szachista węgierskiego pochodzenia, arcymistrz od 1958 roku.

## Kariera szachowa

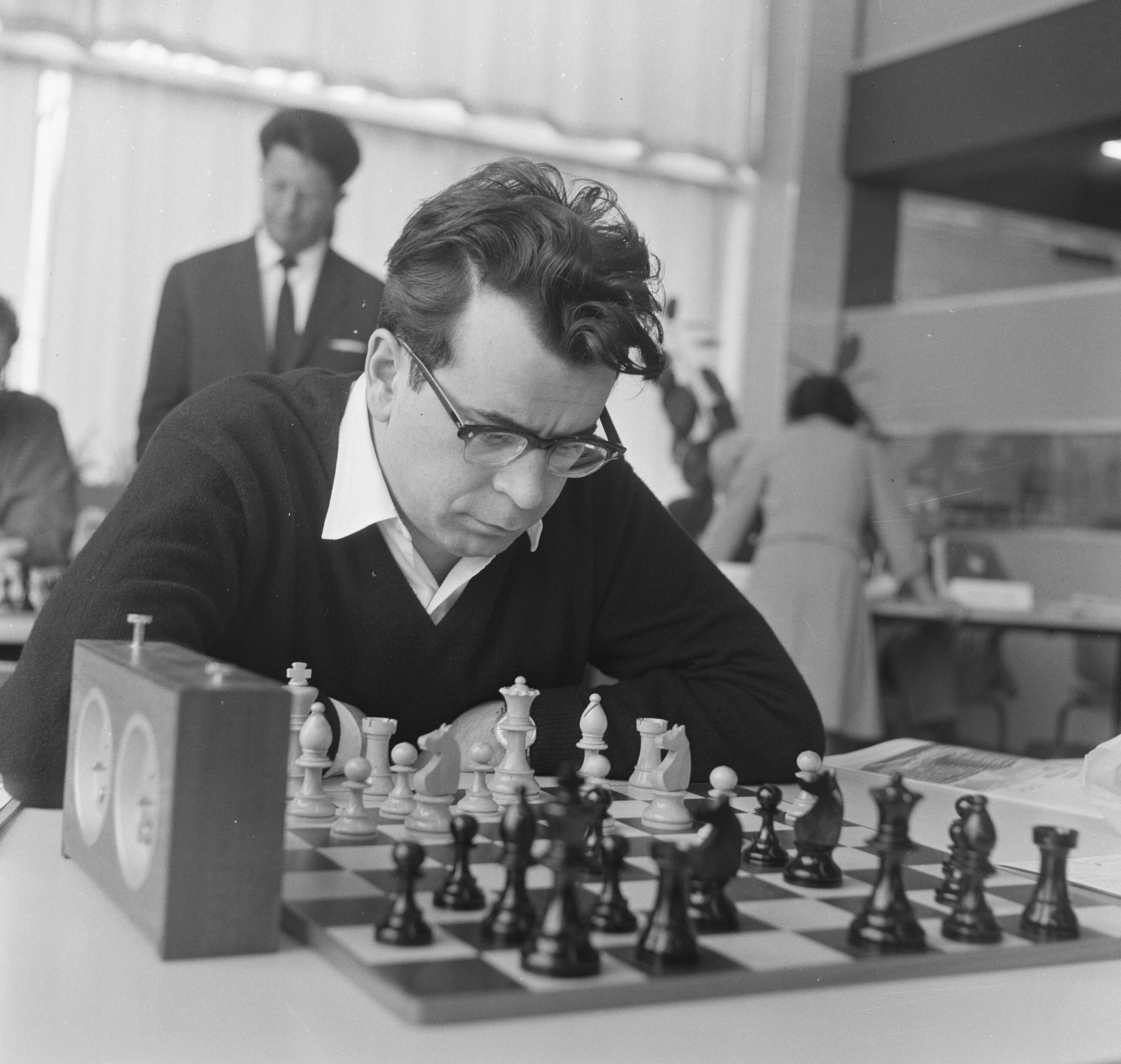
Pál Benkő, 1964

Po zakończeniu II wojny światowej należał do najbardziej obiecujących węgierskich graczy młodego pokolenia. W roku 1948 zdobył tytuł mistrza Węgier. Kolejne medale mistrzostw kraju zdobył w latach 1950 (brązowy), 1954 (srebrny) i 1955 (brązowy). W roku 1956 zadebiutował na szachowej olimpiadzie w Moskwie, zdobywając wraz z drużyną brązowy medal. Rok później, w wyniku represji reżimu komunistycznego, wyemigrował do Stanów Zjednoczonych i zmienił obywatelstwo. W barwach USA na olimpiadach wystąpił sześciokrotnie (w latach 1962–1972) i zdobył dwa srebrne medale (w roku 1962 za indywidualny wynik na II szachownicy oraz wraz z drużyną w roku 1966).
W roku 1957 podzielił II–III miejsce w turnieju strefowym w Dublinie i wywalczył awans do turnieju międzystrefowego w Portorožu w roku 1958. W turnieju tym odniósł kolejny sukces, zajmując IV miejsce, dzięki czemu rok później wystąpił w turnieju pretendentów w Jugosławii (zajął w nim ostatnie, VIII miejsce). Kolejny awans do grona pretendentów zdobył w roku 1962 na turnieju międzystrefowym w Sztokholmie. W rozegranym w tym samym roku w Curaçao turnieju pretendentów zajął VI miejsce (co oficjalnie odpowiadało siódmej pozycji na świecie). W kolejnych latach nie osiągnął już tak wybitnych sukcesów, zanotował jednak wiele znaczących rezultatów w międzynarodowych turniejach, m.in. w Nowym Jorku (1965, I), Vršac (1969, II), Maladze (1970, I–II), Reggio Emilii (1972, II), Nowym Sadzie (1972, II), Torremolinos (1973, I—II), Orense (1974, II) oraz Somborze (1976, I–III). W czasie swojej kariery ośmiokrotnie zwyciężył (bądź podzielił I miejsca) w turniejach US Open oraz czternastokrotnie wystąpił w mistrzostwach Stanów Zjednoczonych, zdobywając 1 srebrny (1974) i 3 brązowe (1963, 1967, 1969) medale.
Według systemu Chessmetrics, najwyższy ranking osiągnął w grudniu 1958, z wynikiem 2687 punktów zajmował wówczas 17. miejsce na świecie.
Poza grą w turniejach, zajmował się również kompozycją szachową oraz działalnością dziennikarską (przez wiele lat prowadził kolumnę Końcówki Szachowe w magazynie Chess Life). Był także autorem wielu artykułów teoretycznych poświęconych szachowym debiutom i grze końcowej. Jego nazwiskiem nazwano jeden z wariantów obrony Benoni (tzw. gambit Benko, nazywany również gambitem wołżańskim). „Debiutem Benko” nazywa się też nieregularne otwarcie 1.g3.

## Publikacje
- The Benko gambit (1974, ISBN 978-0-7134-2912-1, wyd. R.H. M. Press)
- Winning With Chess Psychology (1991, ISBN 978-0-8129-1866-3, wyd. Random House Puzzles & Games)
- My Life, Games, and Compositions (2004, ISBN 978-1-890085-08-7, wyd. Siles Press)
- Pal Benko's Endgame Laboratory (2007, ISBN 978-0-923891-88-6, wyd. Ishi Press)